# ميخائيل جونز (مؤرخ)
ميخائيل جونز (بالفرنسية: Michael Jones؛ بالإنجليزية: Michael Jones) هو مؤرخ فرنسي وبريطاني، ولد في 5 ديسمبر 1940 في ريكسهام في المملكة المتحدة.